# Студзинский, Александр Иванович
Александр Иванович Студзинский (1843—1907) — начальник Охтенского порохового завода, инспектор пороховых заводов, генерал от артиллерии.

## Биография
Родился 11 (23) августа 1843 года. Окончив Павловский кадетский корпус и Михайловскую артиллерийскую академию, он был 13 июня 1862 года выпущен прапорщиком во 2-ю артиллерийскую бригаду и в следующем году принял участие в подавлении восстания в Польше, командуя отдельной полубатареей. Произведённый 30 июля 1865 года в подпоручики, а 1 июня следующего года — в поручики, Студзинский в 1867 году окончил Михайловскую артиллерийскую академию по 1-му разряду и был переведён в гвардейскую конную артиллерию с переименованием в подпоручики (со старшинством с 1 июля 1864 года).
С 1867 года он состоял столоначальником Главного артиллерийского управления, в 1874 году был назначен правителем канцелярии Михайловской артиллерийской академии и училища, одновременно читая лекции по военной администрации в старшем классе Михайловского артиллерийского училища, а в 1881 году вернулся в Главное артиллерийское управление на должность правителя канцелярии. В этот период он был произведён в поручики (31 марта 1868 года), штабс-капитаны (30 августа 1872 года), капитаны (30 августа 1875 года) и полковники (30 августа 1878 года).
22 августа 1882 года полковник Студзинский был назначен начальником Охтенских заводов для выделки пороха и взрывчатых веществ. На этот посту он был произведён в генерал-майоры (30 августа 1888 года) и генерал-лейтенанты (6 декабря 1898 года), в 1890 году возглавил особую строительную комиссию для переустройства Охтенского порохового завода, в 1891 году стал совещательным членом Артиллерийского комитета Главного артиллерийского управления. За свои труды в 1897 году Студзинский получил особое Монаршее благоволение.
2 апреля 1899 года Студзинский был назначен инспектором пороховых заводов, с оставлением совещательным членом Артиллерийского комитета Главного артиллерийского управления, и занимал эти должности до конца жизни.
Помимо служебной деятельности, Студзинский являлся товарищем председателя распорядительного комитета Общества вспомоществования бывшим кадетам Павловского кадетского корпуса и юнкерам Павловского военного училища.
Высочайшим приказом о чинах военных 8 мая 1907 года Студзинский был произведён в генералы от артиллерии с увольнением от службы с мундиром и пенсией. Фактически приказ опоздал, так как в тот же день генерал скончался, по-видимому, так и не узнав ни об отставке, ни о производстве в полные генералы. Похоронен генерал на Волковом православном кладбище в Санкт-Петербурге.

## Награды
За свою службу Студзинский был награждён многими орденами, в их числе:
- Орден Святого Станислава 3-й степени (1868 год)
- Орден Святой Анны 3-й степени (1871 год)
- Орден Святого Станислава 2-й степени (1873 год)
- Орден Святой Анны 2-й степени (1881 год)
- Орден Святого Владимира 4-й степени (1884 год)
- Орден Святого Владимира 3-й степени (1887 год)
- Орден Святого Станислава 1-й степени (1891 год)
- Датский командорский крест ордена Данеброга 1-й степени (1892 год)
- Орден Святой Анны 1-й степени (1898 год)
- Орден Святого Владимира 2-й степени (6 декабря 1905 года)